# Klassisk japanska
Klassisk japanska (中古日本語, chūko nihongo) refererar oftast till Heian-periodens (794-1185) japanska. Under det perioden infördes två stavelsebaserade teckenuppsättningar, katakana och hiragana, vid sidan av de kinesiska tecknen. Det bidrog troligen till den litterära boomen vid millennieeskiftet, då böcker som Genji monogatari kom ut.
Det var i den klassiska japanskan som mora ersatte stavelser som språkelement. Japanska är fortfarande ett morabaserat språk.
Klassisk japanska hade 66 stavelser, mot den äldre japanskans 88.
| a  | i  | u  | e  | o  |
| ka | ki | ku | ke | ko |
| ga | gi | gu | ge | go |
| sa | si | su | se | so |
| za | zi | zu | ze | zo |
| ta | ti | tu | te | to |
| da | di | du | de | do |
| na | ni | nu | ne | no |
| ha | hi | hu | he | ho |
| ba | bi | bu | be | bo |
| ma | mi | mu | me | mo |
| ya |    | yu |    | yo |
| ra | ri | ru | re | ro |
| wa | wi |    | we |    |

Den viktigaste förändringen var förlusten av jōdai tokushu kanazukai, som skilde mellan två olika sorters i, e och o. Denna förändring inleddes redan i slutet av den äldre japanskan, men fullbordades först i början av det klassiska språket. 
Under loppet av 1100-talet föll /e/ och /ye/ samman till ett enda /e/, och under det följande århundradet sammanföll också /o/ och /wo/ till ett enkelt /o/.

## Källhänvisningar
1. ↑  Kondō: Nihongo no rekishi. s. 67-71
2. ↑  Yamaguchi: Nihongo no rekishi. a. 43-45
3. ↑  Frellesvig, a. 73